# Kawaminami (Miyazaki)

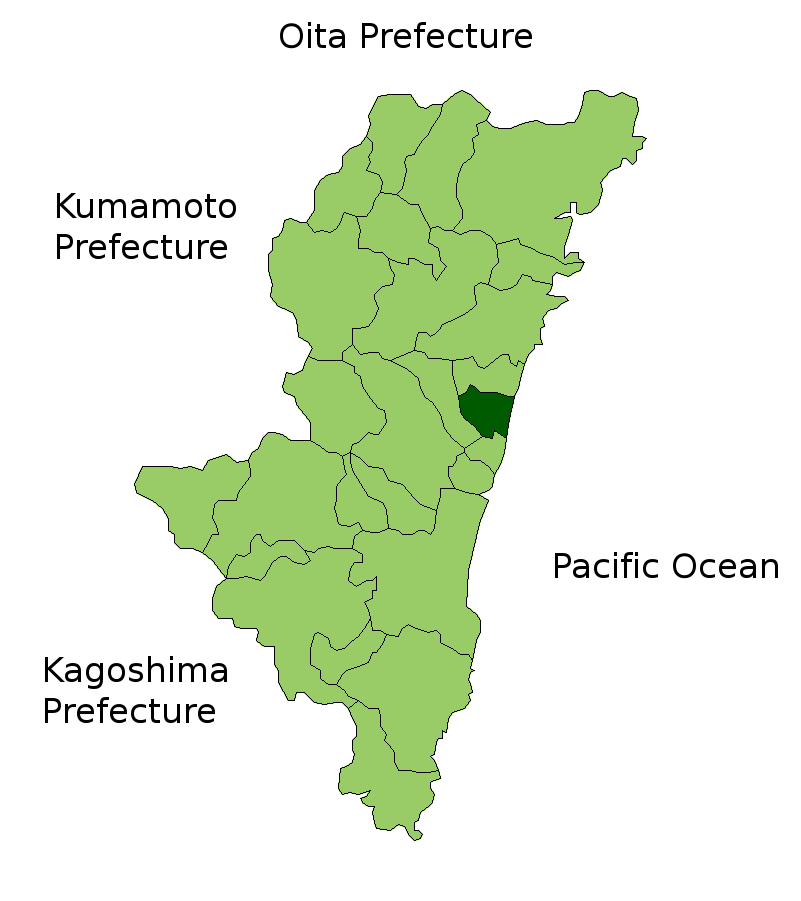

Le bourg de Kawaminami (川南町, Kawaminami-chō, litt. « Cours d'eau du sud ») est un bourg de la préfecture de Miyazaki, dans le district de Koyu, au Japon.

## Géographie

### Démographie
Le 1er décembre 2007, le bourg de Kawaminami comptait 17 179 habitants pour une surface de 90,27 km2 et une densité de 190 hab./km2.